# Bundesstraße 122
Pour les articles homonymes, voir Route 122.
La Bundesstraße 122 (abrégé en B 122) est une Bundesstraße reliant Wesenberg à Alt Ruppin.

## Localités traversées
- Wesenberg
- Wustrow
- Canow (de)
- Zechlinerhütte (de)
- Rheinsberg
- Dierberg (de)
- Alt Ruppin